# 小嶋尚樹
小嶋 尚樹（こじま なおき、1958年1月4日 - ）は、日本の俳優である。

## 略歴
早稲田大学在学中に、同じクラスだった女優・室井滋に誘われ学内劇団「七転舎」に参加する。
卒業後はサラリーマンとなるも、1年3ヶ月で退職し、アングラ劇団「上海劇場」に参加する。
1989年、演劇プロデュース集団「MODE」の旗揚げに参加。以後、様々な舞台やテレビドラマ等に出演する。